# داريل اولسن
داريل اولسن هو لاعب هوكي الجليد كندي، ولد في 7 أكتوبر 1966 في كالغاري في كندا.

## وصلات خارجية
- داريل اولسن على موقع دوري الهوكي الوطني (الإنجليزية)
- داريل اولسن على موقع قاعة مشاهير الهوكي (لاعب أن.إتش.أل) (الإنجليزية)
- داريل اولسن على موقع EliteProspects.com (الإنجليزية)
- داريل اولسن على موقع HockeyDB.com (الإنجليزية)
- داريل اولسن على موقع Hockey-Reference.com (الإنجليزية)